# Riegelsville
Riegelsville é um distrito localizado no estado norte-americano de Pensilvânia, no Condado de Bucks.

## Demografia
Segundo o censo norte-americano de 2000, a sua população era de 863 habitantes.
Em 2006, foi estimada uma população de 843, um decréscimo de 20 (-2.3%).

## Geografia
De acordo com o United States Census Bureau tem uma área de
2,8 km², dos quais 2,6 km² cobertos por terra e 0,2 km² cobertos por água. Riegelsville localiza-se a aproximadamente 160 m acima do nível do mar.

## Localidades na vizinhança
O diagrama seguinte representa as localidades num raio de 12 km ao redor de Riegelsville.